# Lorenz Max Rheude

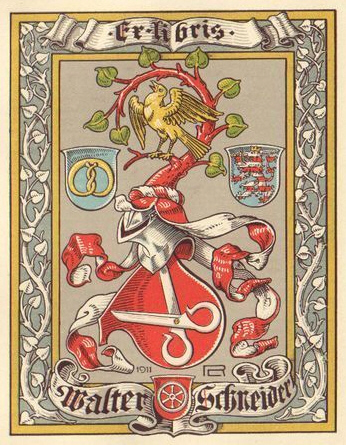
Lorenz Max Rheude: Ex Libris pour Walter Schneider, 1911

Lorenz Max Rheude, né le 17 décembre 1863 à Munich et y décédé le 1er mai 1939, est un peintre héraldiste, graphiste, et auteur de publications dans le domaine de l'héraldique, de nationalité bavaroise puis allemande.

## Biographie
Il se forme à l'Académie des Beaux-Arts de Munich et à celle de Vienne.
Vers 1904, il travaille dans une fabrique de papier près de Roda en Saxe-Altenbourg, puis devient à partir de 1922 collaborateur artistique et conseiller héraldiste du collège héraldique de Bavière à Munich.

## Œuvre
Il a produit près de 350 ex-libris, des dessins d'armoiries officielles ou familiales.
Il a également été secrétaire de la société d'études sigillographiques et héraldiques de Berlin. Il a écrit aussi des articles héraldiques dans la revue "Roland" consacrée à la généalogie et l'héraldique.

## Publications
- Heraldica Curiosa, Eine Sammlung absonderlicher Wappenbilder, in: Archiv für Stamm- und Wappenkunde, 1900. – Neudruck: Verlag Vogt, Papiermühle (Sachsen-Altenburg) 1910
- Wappenbilder-Bogen. Vorlagen für Heraldiker und Familienforscher, für Kunst, Kunstgewerbe und verwandte Gebiete, mit 62 Abbildungen von Lorenz M. Rheude, Herausgeber: Oswald Spohr mit Förderung des „Herold“, Leipzig 1926–Neudruck: Verlag Degener & Co., Neustadt a. d. Aisch o.J.
- 32 Exlibris gez. von Lorenz M. Rheude, avec une préface de L. Gerster, Zurich 1902
- Exlibris-Kunst, Volume II, 15 Ex-libris de Lorenz M. Rheude de 1903 à 1910, Verlag Carl Löffel, Magdeburg 1910